# رامون رودريغو دي كارفاليو
رامون رودريغو دي كارفاليو هو لاعب كرة قدم برازيلي، ولد في 19 مايو 1997.